# Mortaiolo
Mortaiolo è una piccola località del comune di Collesalvetti (LI) posta nelle vicinanze di Vicarello.
Il paese, che conta circa 150 abitanti, è situato in un triangolo pianeggiante fra due corsi d'acqua: lo Scolmatore dell'Arno ed il torrente Tora.
L'attività prevalente di coloro che risiedono nella zona è l'agricoltura, anche se viene praticata più per cultura e tradizione delle famiglie originarie che come attività principale; il paesaggio agrario rimane il simbolo più importante della località, a ricordare l'interazione fra l'uomo e la sua terra; vi è comunque una crescente propensione all'agriturismo e alla pratica di attività "all'aperto" (jogging, camminate, mountain bike, passeggiate a cavallo, etc...) nelle quasi deserte strade comunali e vicinali.
Tipiche del paesaggio mortaiolese sono le corti, le case rurali e le contrade intorno a cui si dipanano le strade e i campi; si possono ammirare distese di campi coltivati e natura incontaminata, fattore che aumenta il pregio di questa località, sebbene nelle sue vicinanze passino l'Autostrada Genova-Rosignano e la superstrada Fi-Pi-Li.
Un importante contributo alla valorizzazione della zona è stata data dalla produzione vinicola Frescobaldi che possiede una piantagione chiamata "I vigneti di Nugola", di oltre 100 ettari di vigneti coltivati a Merlot, Cabernet Sauvignon, Cabernet Franc e Petit verdot situata nella piccola località, con sede in un vecchio casolare, Podere San Leopoldo, nei pressi del torrente Tora.
Mortaiolo, inoltre, ha un importante acquedotto, che oltre a soddisfare il proprio fabbisogno, contribuisce la fornitura idrica civile di Guasticce, Stagno e della parte nord di Livorno.
Secondo la tradizione popolare, il nome "Mortaiolo" deriverebbe da una pestilenza che, in epoca medievale, avrebbe decimato la popolazione.

## Storia
Si ha notizia che la famiglia Schippisi di Pisa avesse delle terre nella zona sin dal 1619 con una casa colonica con diritto di disboscare e dissodare le terre ai margini della piana paludosa della Tora. Altri proprietari della terra risultano il monastero delle monache di San Domenico di Pisa, i Puccelli di San Prospero. I maggiori possidenti erano comunque i Medici che avevano acquistato dalla Mensa arcivescovile pisana, già dal 1577, gli affitti perpetui della zona. I poderi granducali erano sette.
Tuttavia, come borgo, Mortaiolo sorse in seguito alle bonifiche effettuate in epoca lorenese mediante alcune colmate, il metodo più efficace di bonifica di allora. 
La colmata di Mortaiolo avvenne nel 1790, cui seguì la costruzione di tre importanti poderi: San Ferdinando, San Leopoldo, e Le Pollacce, in stile architettonico rurale "leopoldino". Queste case coloniche furono realizzate su committenza del primo proprietario di queste nuove terre bonificate, tale Eustachio Monspignotti di Livorno, cui si deve anche la costruzione dell'acquedotto delle Pollacce, che serviva questi tre poderi.

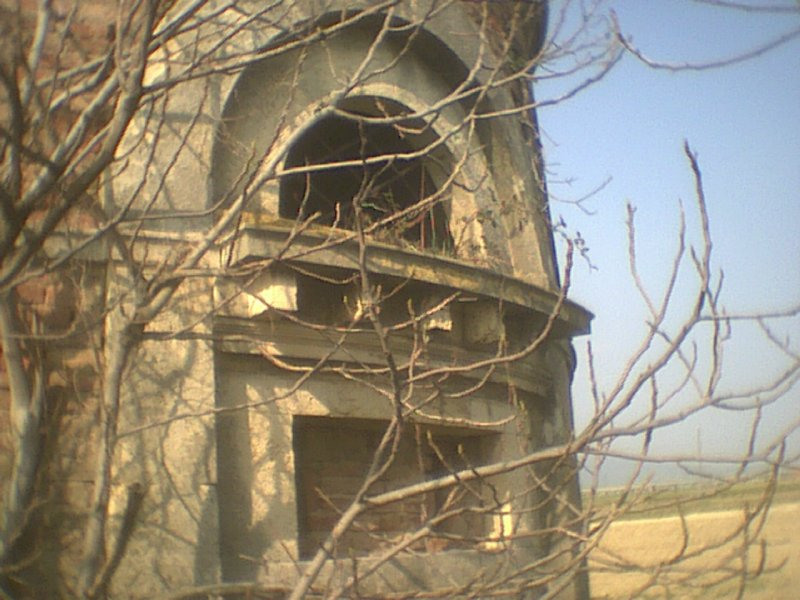
Acquedotto "Le Pollacce"
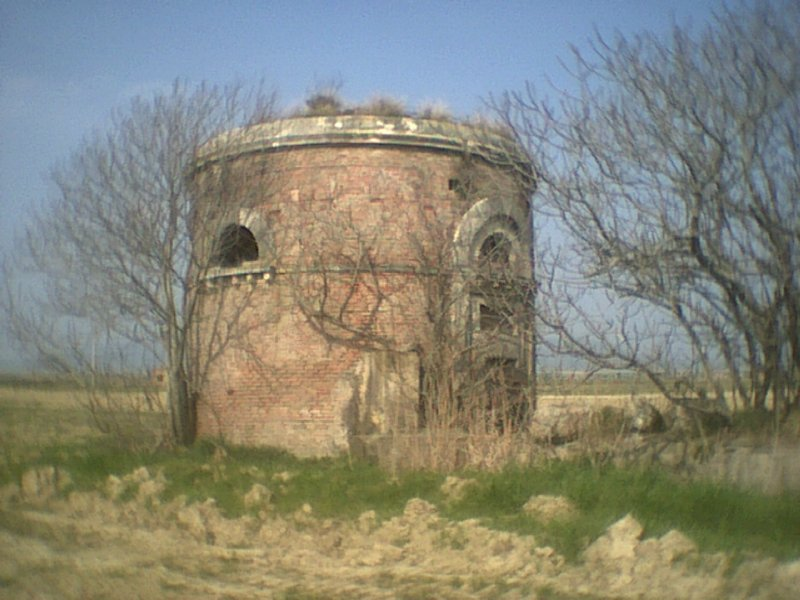
Acquedotto "Le Pollacce"

## Acquedotto
L'acquifero idropotabile di Mortaiolo è costituito a livello idrogeologico da due orizzonti acquiferi al di sotto di spessori di argille e limi-argillosi fluvio-lacustri, rappresentati, il primo da deposito fluviale ghiaioso e il secondo da depositi sabbiosi e stratificati.
L'Acquedotto di Mortaiolo contribuisce alla fornitura idrica civile ed è composto da 35 pozzi artesiani che prelevano, a profondità variabile tra 40 e 190 metri, circa 4,7 milioni di m3/anno d'acqua da due falde presenti nei sedimenti grossolani del paleoalveo dell'Arno e del Serchio (quando questo fiume scorreva nell'attuale valle del Bientina e confluiva in Arno in prossimità di Calcinaia) e nei sedimenti sabbiosi del pleistocene inferiore.
Il trattamento delle acque prevede la disinfezione che avviene quasi esclusivamente con impianti di dosaggio di ipoclorito e inoltre è in servizio un impianto di deferromanganizzazione.

## Curiosità
- Nelle vie centrali del piccolo paese furono girate alcune scene del film Tutti a casa (1960) con il celebre attore Alberto Sordi.
- In passato, nei pressi del villaggio transitava la Ferrovia Livorno-Collesalvetti fino al 1962, nei pressi vi era la piccola Stazione di Nugola Berte.
- Fino al 7 gennaio 2021, data della sua morte, nel borgo risiedeva il noto sensitivo e personaggio televisivo Solange